# عبد الله غلوم
عبد الله غلوم (21 أبريل 1944 -)، ممثل كويتي. خريج معهد المعلمين عام 1969، ثم التحق بالمعهد العالي للفنون المسرحية العام 1976، وتخرج في المعهد نفسه عام 1980، حيث حصل على درجة البكالوريوس بتقدير جيد جدا، وما زال يعمل في وزارة التربية في إدارة الأنشطة التربوية في منطقة العاصمة التعليمية، موجه أنشطة مسرحية.

## أعماله

### من المسلسلات
- عايلة بو جسوم.
- الإبريق المكسور.
- الأقدار.
- مذكرات جحا.
- افتح ياسمسم.
- السيف المفقود.
- المغامرون الثلاثة.
- سليمان الطيب.
- العقاب.
- عبد الله البري وعبدالله البحري.
- بو هباش.
- دلق سهيل.
- ناس وناس.
- الوريث.
- الناس أجناس.
- سوق المقاصيص.
- صالح وطالح.
- اضحك والا ابكي.
- زارع المشموم.
- شبابيك
- الأخ صالحة.
- تاكسي تحت الطلب.
- لاهوب.
- دار الزمن
- عيني عينك
- التنديل.
- نور في سماء صافية.
- الفرية. ضيف شرف
- الفطين
- كشف حساب.

### من المسرحيات
- الشر يستطير.
- احنا شباب الديسكو.
- أبو زيد بطل الرويد.
- جحا باع حماره.
- المدرسة العجيبة.
- شياطين المدرسة.
- عزوز.
- مغامرة رأس المملوك.
- تسمح تضحك.
- النواخذة.
- هذا سيفوه.
- بوسند في باريس.
- أول من صنع الخمر.

### من المسلسلات الإذاعية
- نافذة على التاريخ.
- نجوم القمة.
- مذكرات وزير سابق.

## روابط خارجية
- عبد الله غلوم على موقع قاعدة بيانات الأفلام العربية